# Llista de guardonats amb el Premi Nobel de Química

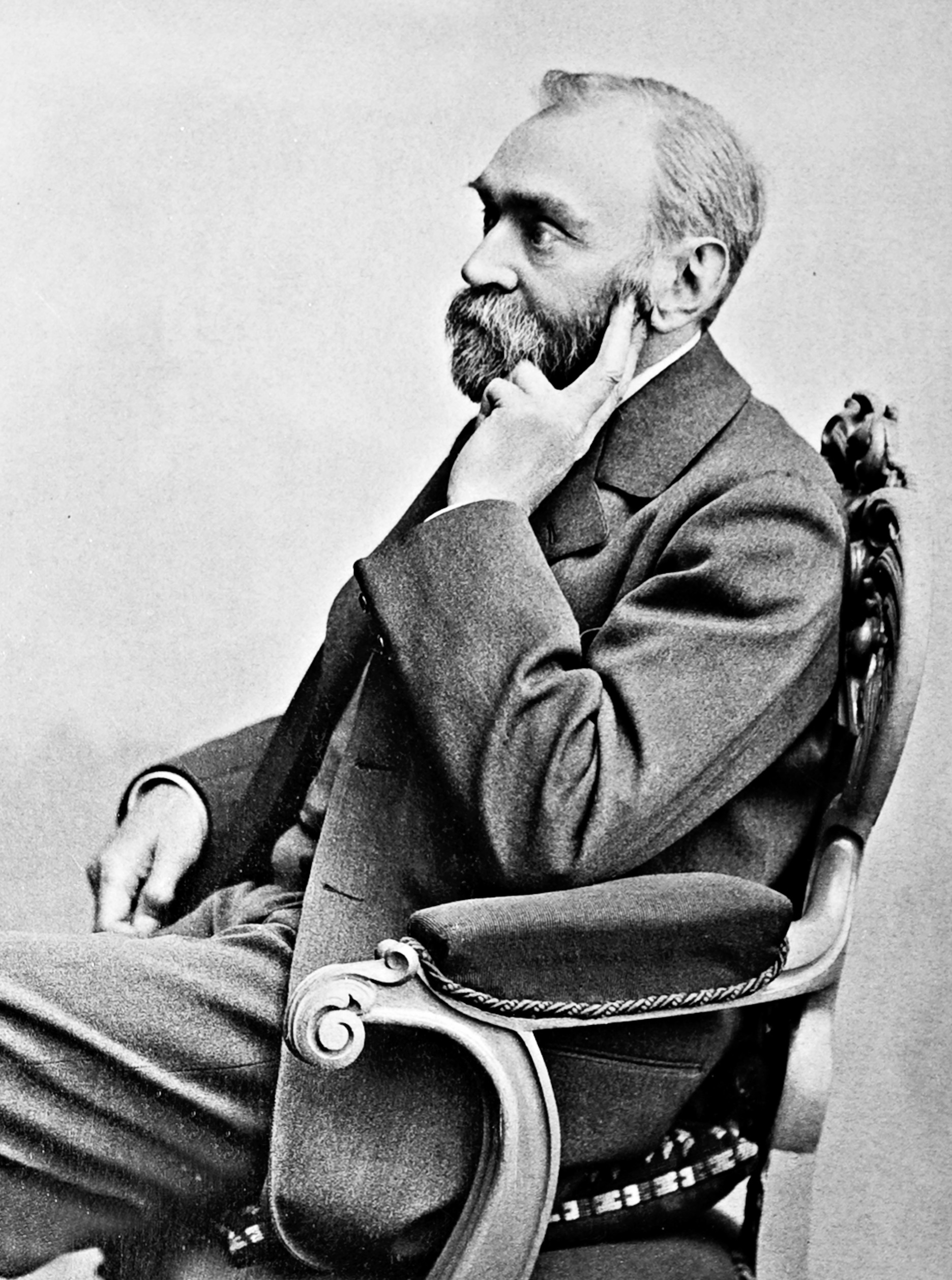
El Premi Nobel de Química va ser establert en el testament de 1895 del químic suec Alfred Nobel.

El Premi Nobel de Química (en suec Nobelpriset i kemi) és lliurat anualment per l'Acadèmia Sueca a «científics que sobresurten per les seves contribucions en el camp de la química». És un dels cinc premis Nobel establerts en el testament d'Alfred Nobel el 1895, i que són atorgats a totes aquelles persones que realitzen contribucions notables en: la química, la física, la literatura, la pau i la fisiologia o medicina.
Segons el que diu el testament de Nobel, aquest reconeixement és administrat directament per la Fundació Nobel i concedit per un comitè conformat per cinc membres que són escollits per l'Acadèmia Sueca. El primer premi Nobel de química va ser atorgat el 1901 a Jacobus Henricus van't Hoff, dels Països Baixos. Cada destinatari rep una medalla, un diploma i un premi econòmic que ha variat al llarg dels anys. El 1901, van't Hoff va rebre 150,782 corones sueques, equivalents a 7.731.004 corones de desembre de 2007; el 2008, en comparació, el premi va ser de 10.000.000 de corones sueques (una mica més d'1 milió d'euros, equivalent a 1,4 milions de dòlars dels Estats Units). El guardó és presentat a Estocolm, Suècia, en una celebració anual que es realitza cada 10 de desembre, just quan es commemora l'aniversari de la mort de Nobel.
Almenys 25 dels guardonats han rebut el premi Nobel per les seves contribucions en el camp de la química orgànica, més que en qualsevol altre camp de la química. Dos guanyadors del Premi Nobel de Química, els alemanys Richard Kuhn (1938) i Adolf Butenandt (1939), no van poder acceptar el premi a causa de la prohibició del govern de l'Alemanya nazi. Més tard van rebre una medalla i un diploma, però no els diners. Frederick Sanger és l'única persona en guanyar el premi en dues ocasions, el 1958 i 1980. Dues persones també van guanyar premis Nobel en altres camps: Marie Curie (física el 1903, química el 1911) i Linus Carl Pauling (química el 1954, pau el 1962). Quatre dones han guanyat el premi: Marie Curie, Irène Joliot-Curie (1935), Dorothy Crowfoot Hodgkin (1964) i Ada Yonath (2009). Fins a l'any 2011, el premi ha estat atorgat a 160 persones. En vuit anys diferents no es va lliurar el premi Nobel de química, en algunes ocasions per haver estat declarat desert i en altres per la situació de guerra mundial i l'exili obligat de diversos membres del comitè.

## Guardonats segle XX
| Any  | Premiat                           | Premiat                                   | País                        | Notes |
| ---- | --------------------------------- | ----------------------------------------- | --------------------------- | --- |
| 1901 | Jacobus Henricus van't Hoff       | Jacobus Henricus van't Hoff               | Països Baixos               | Pel descobriment de les lleis de la dinàmica química i de la pressió osmòtica en les solucions |
| 1902 | Hermann Emil Fischer              | Hermann Emil Fischer                      | Imperi Alemany              | Pels seus estudis sobre la síntesi de sucres i purines |
| 1903 | Svante August Arrhenius           | Svante August Arrhenius                   | Suècia                      | Per l'extraordinari desenvolupament de la química mitjançant la Teoria de la dissociació electrolítica |
| 1904 | Sir William Ramsay                | Sir William Ramsay                        | Regne Unit                  | Pel descobriment dels gasos nobles a l'aire i la seva ubicació en la Taula periòdica dels elements |
| 1905 |                                   | Johann Friedrich Wilhelm Adolf von Baeyer | Imperi Alemany              | Pel desenvolupament de la química orgànica i de la indústria química mitjançant el seu treball en colorants orgànics i en hidrocarburs aromàtics                                                                                     |
| 1906 | Henri Moissan                     | Henri Moissan                             | França                      | Pels seus experiments sobre l'aïllament del fluor i el desenvolupament del forn elèctric |
| 1907 |                                   | Eduard Buchner                            | Imperi Alemany              | Per les seves recerques bioquímiques i el descobriment de la fermentació en absència de cèl·lules |
| 1908 | Ernest Rutherford                 | Ernest Rutherford                         | Regne Unit · Nova Zelanda   | Per les seves experimentacions en la desintegració dels elements i la química de les substàncies radioactives |
| 1909 | Wilhelm Ostwald                   | Wilhelm Ostwald                           | Imperi Alemany              | Pel seu treball sobre la catàlisi i les investigacions en els principis fonamentals que governen l'equilibri químic i la velocitat de les reaccions                                                                                  |
| 1910 | Otto Wallach                      | Otto Wallach                              | Imperi Alemany              | Per la seva contribució al desenvolupament de la química orgànica i la química industrial, mitjançant el seu treball pioner en el camp dels compostos alicíclics                                                                     |
| 1911 | Marie Curie                       | Marie Curie                               | Polònia França              | Pel descobriment dels elements radi i poloni, l'aïllament del radi i l'estudi sobre la naturalesa i compostos d'aquest element tan remarcable                                                                                        |
| 1912 | Victor Grignard                   | Victor Grignard                           | França                      | Pel descobriment de l'anomenat reactiu de Grignard que en els últims anys ha produït grans avenços a la química orgànica |
| 1912 |                                   | Paul Sabatier                             | França                      | Pel seu mètode d'hidrogenació de compostos orgànics en presència de metalls finament dividits |
| 1913 | Alfred Werner                     | Alfred Werner                             | Suïssa                      | Pel seu treball sobre la unió dels àtoms en molècules, que ha aportat nova llum sobre investigacions anteriors i ha obert nous camps de recerca, especialment en la química inorgànica. (Es refereixen als compostos de coordinació) |
| 1914 |                                   | Theodore William Richards                 | Estats Units                | Pels seus treballs precisos en la determinació del pes atòmic d'un gran nombre d'elements químics |
| 1915 | Richard Martin Willstätter        | Richard Martin Willstätter                | Imperi Alemany              | Per les seves investigacions en el camp dels pigments de les plantes, especialment la clorofil·la |
| 1916 | No concedit                       | No concedit                               | No concedit                 | No concedit |
| 1917 | No concedit                       | No concedit                               | No concedit                 | No concedit |
| 1918 | Fritz Haber                       | Fritz Haber                               | Imperi Alemany              | Per la síntesi de l'amoníac a partir dels seus elements |
| 1919 | No concedit                       | No concedit                               | No concedit                 | No concedit |
| 1920 | Walther Hermann Nernst            | Walther Hermann Nernst                    | Alemanya                    | Pels seus treballs en el camp de la termodinàmica |
| 1921 | Frederick Soddy                   | Frederick Soddy                           | Regne Unit                  | Per la seva contribució al coneixement de la química de les substàncies radioactives i les recerques sobre l'origen i naturalesa dels isòtops                                                                                        |
| 1922 | Francis William Aston             | Francis William Aston                     | Regne Unit                  | Pel descobriment, mitjançant l'espectrògraf de masses, d'un gran nombre d'isòtops d'elements no radioactius i l'enunciat de la regla dels nombres enters                                                                             |
| 1923 | Fritz Pregl                       | Fritz Pregl                               | Àustria                     | Per la invenció del mètode del microanàlisi de substàncies orgàniques |
| 1924 | No concedit                       | No concedit                               | No concedit                 | No concedit |
| 1925 |                                   | Richard Adolf Zsigmondy                   | Alemanya · Hongria          | Per la demostració de la naturalesa heterogènia de les solucions col·loidals per mètodes que han esdevingut fonamentals en la química col·loidal moderna                                                                             |
| 1926 | Theodor Svedberg                  | Theodor Svedberg                          | Suècia                      | Pels seus treballs sobre els sistemes dispersos |
| 1927 | Heinrich Otto Wieland             | Heinrich Otto Wieland                     | Alemanya                    | Per les seves investigacions sobre la composició dels àcids biliars i substàncies relacionades |
| 1928 | Adolf Otto Reinhold Windaus       | Adolf Otto Reinhold Windaus               | Alemanya                    | Per les seves investigacions sobre la composició de l'estearina i la seva relació amb les vitamines |
| 1929 | Arthur Harden                     | Arthur Harden                             | Regne Unit                  | Per les seves investigacions en la fermentació de sucres i dels enzims que hi participen |
| 1929 | Hans von Euler-Chelpin            | Hans von Euler-Chelpin                    | Alemanya                    | Per les seves investigacions en la fermentació de sucres i dels enzims que hi participen |
| 1930 | Hans Fischer                      | Hans Fischer                              | Alemanya                    | Pels seus treballs en la composició de l'hemina i la clorofil·la i, especialment, per la síntesi de l'hemina |
| 1931 | Carl Bosch                        | Carl Bosch                                | Alemanya                    | Per les seves contribucions a la creació i el desenvolupament de mètodes químics a alta pressió |
| 1931 | Friedrich Bergius                 | Friedrich Bergius                         | Alemanya                    | Per les seves contribucions a la creació i el desenvolupament de mètodes químics a alta pressió |
| 1932 | Irving Langmuir                   | Irving Langmuir                           | Estats Units                | Pels seus descobriments i recerques sobre la química de superfícies |
| 1933 | No concedit                       | No concedit                               | No concedit                 | No concedit |
| 1934 | Harold Clayton Urey               | Harold Clayton Urey                       | Estats Units                | Pel descobriment de l'hidrogen pesant |
| 1935 | Frédéric Joliot                   | Frédéric Joliot                           | França                      | Pels seus treballs en la síntesi de nous elements radioactius |
| 1935 | Irène Joliot-Curie                | Irène Joliot-Curie                        | França                      | Pels seus treballs en la síntesi de nous elements radioactius |
| 1936 | Peter Debye                       | Peter Debye                               | Països Baixos               | Per les seves contribucions al coneixement de l'estructura molecular mitjançant estudis sobre els moments dipolars, la difracció de raigs X i la difracció d'electrons dels gasos                                                    |
| 1937 | Walter Norman Haworth             | Walter Norman Haworth                     | Regne Unit                  | Per les seves recerques sobre els carbohidrats i la vitamina C |
| 1937 | Paul Karrer                       | Paul Karrer                               | Suïssa                      | Per les seves recerques sobre els carotenoides, les flavines, la vitamina A i vitamina B2 |
| 1938 | Richard Kuhn                      | Richard Kuhn                              | Alemanya nazi               | Pel seu treball sobre els carotenoides i les vitamines |
| 1939 |                                   | Adolf Butenandt                           | Alemanya nazi               | Pel seu treball sobre les hormones sexuals |
| 1939 | Leopold Ruzicka                   | Leopold Ruzicka                           | Suïssa                      | Pel seu treball sobre polimetilens i terpens superiors |
| 1940 | No concedit                       | No concedit                               | No concedit                 | No concedit |
| 1941 | No concedit                       | No concedit                               | No concedit                 | No concedit |
| 1942 | No concedit                       | No concedit                               | No concedit                 | No concedit |
| 1943 | George de Hevesy                  | George de Hevesy                          | Hongria                     | Pel seu treball sobre l'ús d'isòtops com a marcadors en l'estudi de processos químics |
| 1944 | Otto Hahn                         | Otto Hahn                                 | Alemanya                    | Pel descobriment de la fissió dels nuclis pesants |
| 1945 | Artturi Ilmari Virtanen           | Artturi Ilmari Virtanen                   | Finlàndia                   | Per la seva recerca i descobriments en química agrícola i de la nutrició, especialment en la preservació del farratge |
| 1946 | James Batcheller Sumner           | James Batcheller Sumner                   | Estats Units                | Pel descobriment que els enzims poden cristal·litzar-se |
| 1946 | John Howard Northrop              | John Howard Northrop                      | Estats Units                | Per la preparació d'enzims i de proteïnes víriques pures |
| 1946 | Wendell Meredith Stanley          | Wendell Meredith Stanley                  | Estats Units                | Per la preparació d'enzims i de proteïnes víriques pures |
| 1947 | Sir Robert Robinson               | Sir Robert Robinson                       | Regne Unit                  | Per la seva recerca sobre productes vegetals d'importància biològica, en especial els alcaloides |
| 1948 | Arne Tiselius                     | Arne Tiselius                             | Suècia                      | Per la seva recerca sobre l'electroforesi i l'anàlisi d'adsorció, en especial pel descobriment de la naturalesa complexa de les proteïnes del sèrum                                                                                  |
| 1949 |                                   | William Francis Giauque                   | Estats Units                | Per les seves contribucions a la termodinàmica química, en particular pel que fa al comportament de les substàncies a temperatures molt baixes                                                                                       |
| 1950 | Otto Paul Hermann Diels           | Otto Paul Hermann Diels                   | RFA                         | Pel descobriment i desenvolupament de la síntesi de diens |
| 1950 | Kurt Alder                        | Kurt Alder                                | RFA                         | Pel descobriment i desenvolupament de la síntesi de diens |
| 1951 | Edwin McMillan                    | Edwin Mattison McMillan                   | Estats Units                | Per les seves investigacions sobre els elements transurànids |
| 1951 | Glenn Theodore Seaborg            | Glenn Theodore Seaborg                    | Estats Units                | Per les seves investigacions sobre els elements transurànids |
| 1952 | Archer John Porter Martin         | Archer John Porter Martin                 | Regne Unit                  | Per la invenció de la cromatografia de partició |
| 1952 | Richard Laurence Millington Synge | Richard Laurence Millington Synge         | Regne Unit                  | Per la invenció de la cromatografia de partició |
| 1953 | Hermann Staudinger                | Hermann Staudinger                        | RFA                         | Pel seus descobriments en el camp de la química macromolecular |
| 1954 | Linus Carl Pauling                | Linus Carl Pauling                        | Estats Units                | Per la seva recerca sobre la naturalesa de l'enllaç químic i les seves aplicacions a l'elucidació de l'estructura de substàncies complexes                                                                                           |
| 1955 |                                   | Vincent du Vigneaud                       | Estats Units                | Pel seu treball sobre la bioquímica de compostos de sofre importants, en especial per la primera síntesi d'una hormona polipeptídica                                                                                                 |
| 1956 |                                   | Nikolai Nikolàievitx Semiónov             | Unió Soviètica              | Per les seves investigacions sobre el mecanisme de les reaccions químiques |
| 1956 | Cyril Norman Hinshelwood          | Sir Cyril Norman Hinshelwood              | Regne Unit                  | Per les seves investigacions sobre el mecanisme de les reaccions químiques |
| 1957 | Alexander R. Todd                 | Alexander R. Todd                         | Regne Unit                  | Pel seu treball sobre nucleòtids i coenzims nucleotídics |
| 1958 | Frederick Sanger                  | Frederick Sanger                          | Regne Unit                  | Pel seu treball sobre l'estructura de les proteïnes, en especial de la insulina |
| 1959 |                                   | Jaroslav Heyrovský                        | Txecoslovàquia              | Pel descobriment i desenvolupament dels mètodes polarogràfics d'anàlisi |
| 1960 |                                   | Willard Frank Libby                       | Estats Units                | Pel se mètode de datació per carboni 14, útil en arqueologia, geologia, geofísica i altres branques de la ciència |
| 1961 | Melvin Calvin                     | Melvin Calvin                             | Estats Units                | Per les seves investigacions en l'assimilació del diòxid de carboni per les plantes |
| 1962 | Max Ferdinand Perutz              | Max Ferdinand Perutz                      | Regne Unit                  | Pels seus estudis sobre l'estructura de proteïnes globulars |
| 1962 |                                   | John Cowdery Kendrew                      | Regne Unit                  | Pels seus estudis sobre l'estructura de proteïnes globulars |
| 1963 | Karl Ziegler                      | Karl Ziegler                              | RFA                         | Pels seus descobriments en el camp de la química i la tecnologia dels polímers d'alt pes molecular (catalitzadors Ziegler-Natta) |
| 1963 | Giulio Natta                      | Giulio Natta                              | Itàlia                      | Pels seus descobriments en el camp de la química i la tecnologia dels polímers d'alt pes molecular (catalitzadors Ziegler-Natta) |
| 1964 |                                   | Dorothy Crowfoot Hodgkin                  | Regne Unit                  | Per la determinació per tècniques de raigs X d'estructures de substàncies biològiques importants |
| 1965 | Robert Burns Woodward             | Robert Burns Woodward                     | Estats Units                | Pels seus èxits rellevants en l'art de la síntesi orgànica |
| 1966 | Robert S. Mulliken                | Robert S. Mulliken                        | Estats Units                | Pel seu treball fonamental sobre l'enllaç químic i l'estructura electrònica de les molècules pel mètode de l'orbital molecular |
| 1967 | Manfred Eigen                     | Manfred Eigen                             | RFA                         | Pels seus estudis sobre les reaccions químiques molt ràpides, efectuats en pertorbar l'equilibri per mitjà de polsos d'energia molt curts                                                                                            |
| 1967 |                                   | Ronald George Wreyford Norrish            | Regne Unit                  | Pels seus estudis sobre les reaccions químiques molt ràpides, efectuats en pertorbar l'equilibri per mitjà de polsos d'energia molt curts                                                                                            |
| 1967 | George Porter                     | George Porter                             | Regne Unit                  | Pels seus estudis sobre les reaccions químiques molt ràpides, efectuats en pertorbar l'equilibri per mitjà de polsos d'energia molt curts                                                                                            |
| 1968 | Lars Onsager                      | Lars Onsager                              | Estats Units                | Pel descobriment de la relació de reciprocitat d'Onsager, fonamental per entendre la termodinàmica dels processos irreversibles |
| 1969 |                                   | Derek H. R. Barton                        | Regne Unit                  | Per les seves contribucions al desenvolupament del concepte de conformació química i el seu ús en química |
| 1969 | Odd Hassel                        | Odd Hassel                                | Noruega                     | Per les seves contribucions al desenvolupament del concepte de conformació química i el seu ús en química |
| 1970 | Luis F. Leloir                    | Luis F. Leloir                            | Argentina                   | Pel descobriment dels nucleòtids de sucres i la seva funció en la biosíntesi dels carbohidrats |
| 1971 | Gerhard Herzberg                  | Gerhard Herzberg                          | Canadà                      | Per les seves contribucions al coneixement de l'estructura electrònica i la geometria de les molècules, en particular dels radicals                                                                                                  |
| 1972 | Christian B. Anfinsen             | Christian B. Anfinsen                     | Estats Units                | Pels seu treball sobre la ribonucleasa, en especial en allò que es refereix a la connexió entre la seqüència d'aminoàcids i la conformació biològicament activa                                                                      |
| 1972 |                                   | Stanford Moore                            | Estats Units                | Per la seva contribució a la comprensió de la connexió entre l'estructura química i l'activitat catalítica del centre actiu de la molècula de la ribonucleasa                                                                        |
| 1972 |                                   | William H. Stein                          | Estats Units                | Per la seva contribució a la comprensió de la connexió entre l'estructura química i l'activitat catalítica del centre actiu de la molècula de la ribonucleasa                                                                        |
| 1973 |                                   | Ernst Otto Fischer                        | RFA                         | Pel seu treball pioner, realitzat de manera independent, sobre la química dels compostos organometàl·lics, anomenats compostos "sandwich"                                                                                            |
| 1973 | Geoffrey Wilkinson                | Geoffrey Wilkinson                        | Regne Unit                  | Pel seu treball pioner, realitzat de manera independent, sobre la química dels compostos organometàl·lics, anomenats compostos "sandwich"                                                                                            |
| 1974 |                                   | Paul J. Flory                             | Estats Units                | Pel treball fonamental, tant teòric com pràctic, en el camp de la química física de les macromolècules |
| 1975 |                                   | John Warcup Cornforth                     | Austràlia · Regne Unit      | Pel seu treball sobre l'estereoquímica de les reaccions catalitzades per enzims |
| 1975 | Vladimir Prelog                   | Vladimir Prelog                           | Suïssa                      | Per la seva recerca sobre l'estereoquímica de les molècules i les reaccions orgàniques |
| 1976 | William N. Lipscomb               | William N. Lipscomb                       | Estats Units                | Pels seus estudis sobre l'estructura dels borans que han aportat nova llum al problema de l'enllaç químic |
| 1977 |                                   | Ilya Prigogine                            | Bèlgica                     | Per les seves contribucions a la termodinàmica lluny de l'equilibri, en particular la teoria de les estructures dissipatives |
| 1978 |                                   | Peter D. Mitchell                         | Regne Unit                  | Per a la seva contribució a la comprensió de la transferència d'energia biològica a través de la formulació de la teoria quimiosmòtica                                                                                               |
| 1979 |                                   | Herbert C. Brown                          | Estats Units                | Pel desenvolupament de l'ús de compostos de bor i de fòsfor, respectivament, com a reactius importants en la síntesi orgànica |
| 1979 |                                   | Georg Wittig                              | RFA                         | Pel desenvolupament de l'ús de compostos de bor i de fòsfor, respectivament, com a reactius importants en la síntesi orgànica |
| 1980 | Paul Berg                         | Paul Berg                                 | Estats Units                | Pels seus estudis fonamentals sobre la bioquímica dels àcids nucleics, en particular l'ADN recombinant |
| 1980 | Walter Gilbert                    | Walter Gilbert                            | Estats Units                | Per les seves contribucions a la determinació de seqüències de bases en els àcids nucleics |
| 1980 | Frederick Sanger                  | Frederick Sanger                          | Regne Unit                  | Per les seves contribucions a la determinació de seqüències de bases en els àcids nucleics |
| 1981 | Roald Hoffmann                    | Roald Hoffmann                            | Estats Units                | Per les seves teories, desenvolupades independentment, sobre el curs de les reaccions químiques |
| 1981 |                                   | Kenichi Fukui                             | Japó                        | Per les seves teories, desenvolupades independentment, sobre el curs de les reaccions químiques |
| 1982 | Aaron Klug                        | Aaron Klug                                | Regne Unit                  | Pel desenvolupament de la microscòpia electrònica cristal·logràfica i l'elucidació estructural de complexos àcid nucleic-proteïna d'importància biològica                                                                            |
| 1983 |                                   | Henry Taube                               | Estats Units                | Pel seu treball sobre els mecanismes de les reaccions de transferència electrònica, en especial en compostos de coordinació |
| 1984 |                                   | Robert Bruce Merrifield                   | Estats Units                | Pel seu desenvolupament de la metodologia de la síntesi química sobre una matriu sòlida |
| 1985 | Herbert A. Hauptman               | Herbert A. Hauptman                       | Estats Units                | Pels seus èxits remarcables assolits en el desenvolupament de mètodes directes per a la determinació d'estructures cristal·lines |
| 1985 |                                   | Jerome Karle                              | Estats Units                | Pels seus èxits remarcables assolits en el desenvolupament de mètodes directes per a la determinació d'estructures cristal·lines |
| 1986 |                                   | Dudley R. Herschbach                      | Estats Units                | Per les seves contribucions a la dinàmica dels processos químics elementals |
| 1986 |                                   | Yuan T. Lee                               | Estats Units                | Per les seves contribucions a la dinàmica dels processos químics elementals |
| 1986 |                                   | John C. Polanyi                           | Canadà · Hongria            | Per les seves contribucions a la dinàmica dels processos químics elementals |
| 1987 |                                   | Donald J. Cram                            | Estats Units                | Pel desenvolupament i ús de molècules amb interaccions estructurals específiques d'alta selectivitat |
| 1987 | Jean-Marie Lehn                   | Jean-Marie Lehn                           | França                      | Pel desenvolupament i ús de molècules amb interaccions estructurals específiques d'alta selectivitat |
| 1987 |                                   | Charles J. Pedersen                       | Estats Units                | Pel desenvolupament i ús de molècules amb interaccions estructurals específiques d'alta selectivitat |
| 1988 |                                   | Johann Deisenhofer                        | RFA                         | Per la determinació de l'estructura tridimensional d'un centre de la reacció de fotosíntesi |
| 1988 | Robert Huber                      | Robert Huber                              | RFA                         | Per la determinació de l'estructura tridimensional d'un centre de la reacció de fotosíntesi |
| 1988 |                                   | Hartmut Michel                            | RFA                         | Per la determinació de l'estructura tridimensional d'un centre de la reacció de fotosíntesi |
| 1989 | Sidney Altman                     | Sidney Altman                             | Canadà · Estats Units       | Pel descobriment de les propietats catalítiques de l'àcid ribonucleic |
| 1989 | Thomas R. Cech                    | Thomas R. Cech                            | Estats Units                | Pel descobriment de les propietats catalítiques de l'àcid ribonucleic |
| 1990 | Elias James Corey                 | Elias James Corey                         | Estats Units                | Pel desenvolupament de la teoria i la metodologia de la síntesi orgànica |
| 1991 | Richard R. Ernst                  | Richard R. Ernst                          | Suïssa                      | Pel desenvolupament de la metodologia de l'espectroscòpia de ressonància magnètica nuclear (RMN) d'alta resolució |
| 1992 | Rudolph A. Marcus                 | Rudolph A. Marcus                         | Estats Units                | Per la seva contribució a la teoria de les reaccions de transferència electrònica en sistemes químics |
| 1993 | Kary B. Mullis                    | Kary B. Mullis                            | Estats Units                | Per les seves invencions sobre el mètode de la reacció en cadena de la polimerasa (PCR) |
| 1993 |                                   | Michael Smith                             | Canadà                      | Per les seves contribucions fonamentals al coneixement de la mutagènesi basada en els oligonucleòtids i pel desenvolupament dels estudis de les proteïnes                                                                            |
| 1994 | George A. Olah                    | George A. Olah                            | Estats Units · Hongria      | Per les seves contribucions a la química dels carbocations |
| 1995 | Paul J. Crutzen                   | Paul J. Crutzen                           | Països Baixos               | Pels seus treballs conjunts sobre la química de l'atmosfera, especialment sobre la formació i descomposició de l'ozó |
| 1995 | Mario J. Molina                   | Mario J. Molina                           | · Mèxic                     | Pels seus treballs conjunts sobre la química de l'atmosfera, especialment sobre la formació i descomposició de l'ozó |
| 1995 | F. Sherwood Rowland               | F. Sherwood Rowland                       | Estats Units                | Pels seus treballs conjunts sobre la química de l'atmosfera, especialment sobre la formació i descomposició de l'ozó |
| 1996 |                                   | Robert F. Curl Jr.                        | Estats Units                | Pel descobriment dels ful·lerens |
| 1996 | Harold W. Kroto                   | Sir Harold W. Kroto                       | Regne Unit                  | Pel descobriment dels ful·lerens |
| 1996 |                                   | Richard E. Smalley                        | Estats Units                | Pel descobriment dels ful·lerens |
| 1997 |                                   | Paul D. Boyer                             | Estats Units                | Per l'elucidació del mecanisme enzimàtic de la síntesi de l'adenosinatrifosfat (ATP) |
| 1997 |                                   | John E. Walker                            | Regne Unit                  | Per l'elucidació del mecanisme enzimàtic de la síntesi de l'adenosinatrifosfat (ATP) |
| 1997 |                                   | Jens C. Skou                              | Dinamarca                   | Per la primera descoberta d'un enzim transportador dels ions de Na+ i K+-ATPasa |
| 1998 | Walter Kohn                       | Walter Kohn                               | Austràlia                   | Pel seu desenvolupament de la Teoria del funcional de les densitats |
| 1998 |                                   | John A. Pople                             | Regne Unit                  | Pel seu desenvolupament de mètodes computacionals en química quàntica |
| 1999 | Ahmed H. Zewail                   | Ahmed H. Zewail                           | Egipte · Estats Units       | Pels seus estudis sobre els estats de transició de les reaccions químiques amb ajuda de l'espectroscopia de femtosegons |
| 2000 | Alan J. Heeger                    | Alan J. Heeger                            | Estats Units                | Pel seu descobriment i desenvolupament dels polímers conductors |
| 2000 | Alan MacDiarmid                   | Alan G MacDiarmid                         | Estats Units · Nova Zelanda | Pel seu descobriment i desenvolupament dels polímers conductors |
| 2000 |                                   | Hideki Shirakawa                          | Japó                        | Pel seu descobriment i desenvolupament dels polímers conductors |

## Guardonats segle XXI
| Any  | Premiat                  | Premiat                  | País                               | Notes | Ref             |
| ---- | ------------------------ | ------------------------ | ---------------------------------- | --- | --------------- |
| 2001 |                          | William S. Knowles       | Estats Units                       | Pel seu treball sobre les reaccions d'hidrogenació amb catalitzadors quirals                                                                                       | [ 103 ]         |
| 2001 | Ryōji Noyori             | Ryōji Noyori             | Japó                               | Pel seu treball sobre les reaccions d'hidrogenació amb catalitzadors quirals                                                                                       | [ 103 ]         |
| 2001 |                          | K. Barry Sharpless       | Estats Units                       | Pel seu treball sobre les reaccions d'oxidació amb catalitzadors quirals                                                                                           | [ 103 ]         |
| 2002 | John B. Fenn             | John B. Fenn             | Estats Units                       | Pel seu desenvolupament de mètodes de desorció suau per a l'anàlisi de molècules biològiques per espectrometria de masses                                          | [ 104 ]         |
| 2002 |                          | Koichi Tanaka            | Japó                               | Pel seu desenvolupament de mètodes de desorció suau per a l'anàlisi de molècules biològiques per espectrometria de masses                                          | [ 104 ]         |
| 2002 | Kurt Wüthrich            | Kurt Wüthrich            | Suïssa                             | Pel desenvolupament de la ressonància magnètica nuclear per a la determinació de l'estructura tridimensional de proteïnes de macromolècules biològiques en solució | [ 104 ]         |
| 2003 |                          | Peter Agre               | Estats Units                       | Pel seu descobriment dels canals d'aigua | [ 105 ]         |
| 2003 | Roderick MacKinnon       | Roderick MacKinnon       | Estats Units                       | Pels seus estudis estructurals i mecanístics dels canals iònics | [ 105 ]         |
| 2004 | Aaron Ciechanover        | Aaron Ciechanover        | Israel                             | Pel descobriment de la degradació de les proteïnes regulada per la ubiquitina                                                                                      | [ 106 ]         |
| 2004 | Avram Hershko            | Avram Hershko            | Israel                             | Pel descobriment de la degradació de les proteïnes regulada per la ubiquitina                                                                                      | [ 106 ]         |
| 2004 | Irwin Rose               | Irwin Rose               | Estats Units                       | Pel descobriment de la degradació de les proteïnes regulada per la ubiquitina                                                                                      | [ 106 ]         |
| 2005 |                          | Yves Chauvin             | França                             | Pel desenvolupament de metàtesi en química orgànica | [ 107 ]         |
| 2005 | Robert Grubbs            | Robert H. Grubbs         | Estats Units                       | Pel desenvolupament de metàtesi en química orgànica | [ 107 ]         |
| 2005 | Richard R. Schrock       | Richard R. Schrock       | Estats Units                       | Pel desenvolupament de metàtesi en química orgànica | [ 107 ]         |
| 2006 | Roger D. Kornberg        | Roger D. Kornberg        | Estats Units                       | Pels seus estudis sobre les bases moleculars de la transcripció eucariòtica                                                                                        | [ 108 ]         |
| 2007 | Gerhard Ertl             | Gerhard Ertl             | Alemanya                           | Pels seus estudis de processos químics sobre superfícies sòlides                                                                                                   | [ 109 ]         |
| 2008 | Osamu Shimomura          | Osamu Shimomura          | Estats Units · Japó                | Pel descobriment i desenvolupament de la proteïna verda fluorescent (GFP)                                                                                          | [ 111 ]         |
| 2008 | Martin Chalfie           | Martin Chalfie           | Estats Units                       | Pel descobriment i desenvolupament de la proteïna verda fluorescent (GFP)                                                                                          | [ 111 ]         |
| 2008 | Roger Y. Tsien           | Roger Y. Tsien           | Estats Units                       | Pel descobriment i desenvolupament de la proteïna verda fluorescent (GFP)                                                                                          | [ 111 ]         |
| 2009 | Venkatraman Ramakrishnan | Venkatraman Ramakrishnan | Índia                              | Pels seus treballs en l'estructura i funció de la ribosoma | [ 112 ]         |
| 2009 | Thomas A. Steitz         | Thomas A. Steitz         | Estats Units                       | Pels seus treballs en l'estructura i funció de la ribosoma | [ 112 ]         |
| 2009 | Ada E. Yonath            | Ada E. Yonath            | Israel                             | Pels seus treballs en l'estructura i funció de la ribosoma | [ 112 ]         |
| 2010 | Richard F. Heck          | Richard F. Heck          | Estats Units                       | Pel seu treball sobre les reaccions d'acoblament ("cross-coupling") amb catalitzadors de pal·ladi en química orgànica                                              | [ 113 ]         |
| 2010 | Ei-ichi Negishi          | Ei-ichi Negishi          | Japó                               | Pel seu treball sobre les reaccions d'acoblament ("cross-coupling") amb catalitzadors de pal·ladi en química orgànica                                              | [ 113 ]         |
| 2010 | Akira Suzuki             | Akira Suzuki             | Japó                               | Pel seu treball sobre les reaccions d'acoblament ("cross-coupling") amb catalitzadors de pal·ladi en química orgànica                                              | [ 113 ]         |
| 2011 |                          | Daniel Shechtman         | Israel                             | Pel descobriment dels quasicristalls | [ 114 ]         |
| 2012 | Robert Lefkowitz         | Robert Lefkowitz         | Estats Units                       | Pels estudis sobre els receptors acoblats a les proteïnes G | [ 115 ]         |
| 2012 | Brian Kobilka            | Brian Kobilka            | Estats Units                       | Pels estudis sobre els receptors acoblats a les proteïnes G | [ 115 ]         |
| 2013 | Martin Karplus           | Martin Karplus           | Estats Units · Àustria             | Pel desenvolupament de models multiescala per a sistemes químics complexos                                                                                         | [ 116 ]         |
| 2013 | Michael Levitt           | Michael Levitt           | Estats Units · Israel · Regne Unit | Pel desenvolupament de models multiescala per a sistemes químics complexos                                                                                         | [ 116 ]         |
| 2013 | Arieh Warshel            | Arieh Warshel            | Israel · Estats Units              | Pel desenvolupament de models multiescala per a sistemes químics complexos                                                                                         | [ 116 ]         |
| 2014 | Eric Betzig              | Eric Betzig              | Estats Units                       | Pel desenvolupament de la microscopia de fluorescència de súper-resolució                                                                                          | [ 117 ]         |
| 2014 | Stefan W. Hell           | Stefan W. Hell           | Alemanya                           | Pel desenvolupament de la microscopia de fluorescència de súper-resolució                                                                                          | [ 117 ]         |
| 2014 | William E. Moerner       | William E. Moerner       | Estats Units                       | Pel desenvolupament de la microscopia de fluorescència de súper-resolució                                                                                          | [ 117 ]         |
| 2015 |                          | Tomas Lindahl            | Suècia                             | Pels estudis sobre els mecanismes de reparació de l'ADN | [ 118 ]         |
| 2015 |                          | Paul L. Modrich          | Estats Units                       | Pels estudis sobre els mecanismes de reparació de l'ADN | [ 118 ]         |
| 2015 |                          | Aziz Sancar              | Estats Units · Turquia             | Pels estudis sobre els mecanismes de reparació de l'ADN | [ 118 ]         |
| 2016 |                          | Jean-Pierre Sauvage      | França                             | Pel disseny i síntesi de màquines moleculars. | [ 120 ] [ 121 ] |
| 2016 |                          | Fraser Stoddart          | Regne Unit · Estats Units          | Pel disseny i síntesi de màquines moleculars. | [ 120 ] [ 121 ] |
| 2016 | Ben Feringa              | Ben Feringa              | Països Baixos                      | Pel disseny i síntesi de màquines moleculars. | [ 120 ] [ 121 ] |
| 2017 |                          | Jacques Dubochet         | Suïssa                             | Pel desenvolupament la microscopia crioelectrònica per a la determinació d'estructures de biomolècules en dissolució amb alta resolució.                           | [ 122 ]         |
| 2017 |                          | Joachim Frank            | Alemanya · Estats Units            | Pel desenvolupament la microscopia crioelectrònica per a la determinació d'estructures de biomolècules en dissolució amb alta resolució.                           | [ 122 ]         |
| 2017 |                          | Richard Henderson        | Regne Unit                         | Pel desenvolupament la microscopia crioelectrònica per a la determinació d'estructures de biomolècules en dissolució amb alta resolució.                           | [ 122 ]         |
| 2018 |                          | Frances Arnold           | Estats Units                       | Per a l'evolució dirigida dels enzims | [ 124 ]         |
| 2018 |                          | George Smith             | Estats Units                       | Per a la phage display de pèptids i anticossos. | [ 124 ]         |
| 2018 |                          | Gregory Winter           | Regne Unit                         | Per a la phage display de pèptids i anticossos. | [ 124 ]         |
| 2019 |                          | John B. Goodenough       | Alemanya · Estats Units            | Pel desenvolupament de bateries d'ions de liti | [ 125 ]         |
| 2019 |                          | Stanley Whittingham      | Estats Units                       | Pel desenvolupament de bateries d'ions de liti | [ 125 ]         |
| 2019 |                          | Akira Yoshino            | Japó                               | Pel desenvolupament de bateries d'ions de liti | [ 125 ]         |
| 2020 |                          | Emmanuelle Charpentier   | França                             | «Pel desenvolupament d'un mètode d'edició genètica». | [ 126 ]         |
| 2020 |                          | Jennifer Doudna          | Estats Units                       | «Pel desenvolupament d'un mètode d'edició genètica». | [ 126 ]         |
| 2021 |                          | Benjamin List            | Alemanya                           | «Pel desenvolupament de l'organocatàlisi asimètrica». | [ 127 ]         |
| 2021 |                          | David MacMillan          | Regne Unit                         | «Pel desenvolupament de l'organocatàlisi asimètrica». | [ 127 ]         |
| 2022 |                          | Carolyn R. Bertozzi      | Estats Units                       | «Pel desenvolupament de la química "click" i la química bioortogonal"».                                                                                            | [ 128 ]         |
| 2022 |                          | Morten P. Meldal         | Dinamarca                          | «Pel desenvolupament de la química "click" i la química bioortogonal"».                                                                                            | [ 128 ]         |
| 2022 |                          | Karl Barry Sharpless     | Estats Units                       | «Pel desenvolupament de la química "click" i la química bioortogonal"».                                                                                            | [ 128 ]         |
| 2023 |                          | Moungi G. Bawendi        | França                             | «Pel desenvolupament i síntesi dels punts quàntics"». | [ 129 ]         |
| 2023 |                          | Louis E. Brus            | Estats Units                       | «Pel desenvolupament i síntesi dels punts quàntics"». | [ 129 ]         |
| 2023 |                          | Alexey Ekimov            | Rússia                             | «Pel desenvolupament i síntesi dels punts quàntics"». | [ 129 ]         |

## Guardonats per país
En la següent llista es calcula el nombre de guardonats atorgant un punt per guanyador i país i mig punt si té doble nacionalitat. Segons aquest barem, el país amb més guanyadors del Premi Nobel de Química és els Estats Units, seguit d'Alemanya (nota: dins Alemanya s'inclouen tots els guardons, des de l'Imperi Alemany fins a l'estat actual):
| Nació          | Nombre de guardonats |
| -------------- | -------------------- |
| Estats Units   | 69,5                 |
| Alemanya       | 30                   |
| Regne Unit     | 26,3                 |
| França         | 8,5                  |
| Suïssa         | 6                    |
| Japó           | 6                    |
| Israel         | 4,8                  |
| Canadà         | 3,5                  |
| Suècia         | 4                    |
| Països Baixos  | 3                    |
| Dinamarca      | 2                    |
| Àustria        | 1,5                  |
| Índia          | 1                    |
| Argentina      | 1                    |
| Bèlgica        | 1                    |
| Finlàndia      | 1                    |
| Itàlia         | 1                    |
| Nova Zelanda   | 1                    |
| Noruega        | 1                    |
| Unió Soviètica | 1                    |
| Mèxic          | 1                    |
| Hongria        | 1                    |
| Txecoslovàquia | 1                    |
| Rússia         | 1                    |
| Austràlia      | 0,5                  |
| Egipte         | 0,5                  |
| Polònia        | 0,5                  |
| Turquia        | 0,5                  |